# Scaphyglottis behrii
Scaphyglottis behrii là một loài thực vật có hoa trong họ Lan. Loài này được (Rchb.f.) Benth. & Hook.f. ex Hemsl. miêu tả khoa học đầu tiên năm 1884.